# Heinz Faßmann

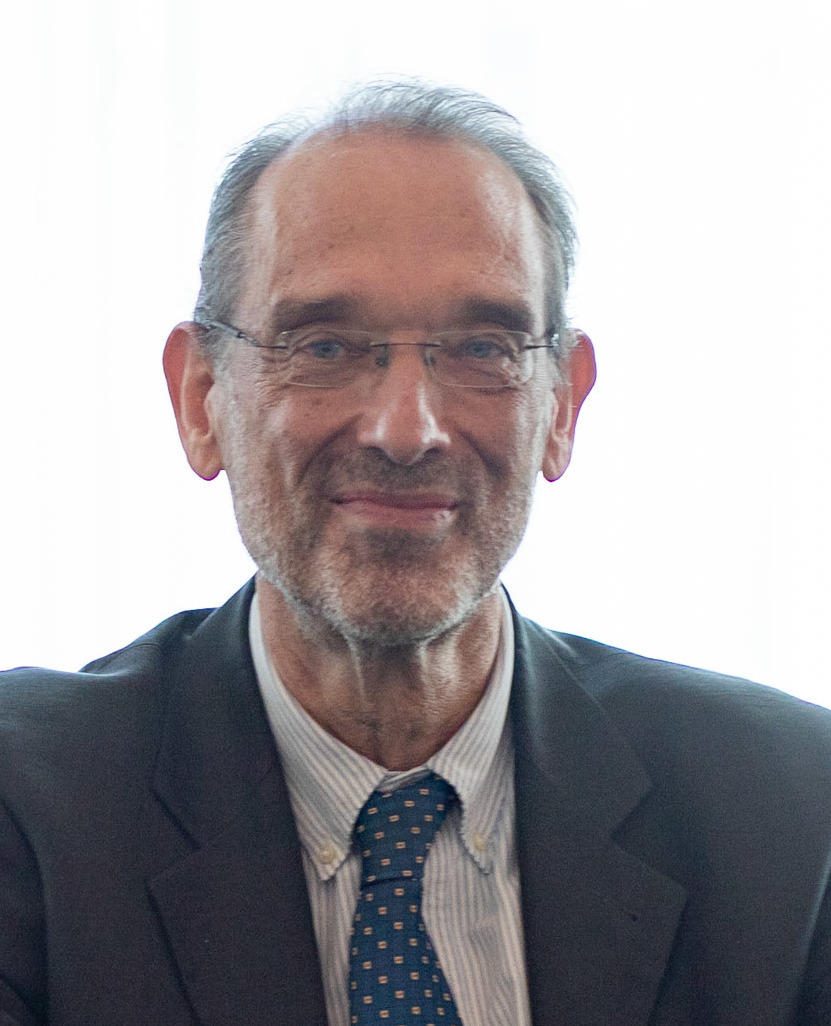
Heinz Faßmann (2020)

Heinz Faßmann (* 13. August 1955 in Düsseldorf, Deutschland) ist ein österreichischer Geograph und parteiloser Politiker.
Er ist Universitätsprofessor für Angewandte Geographie, Raumforschung und Raumordnung an der Universität Wien. Von 18. Dezember 2017 bis 28. Mai 2019 war er von der ÖVP nominierter Bundesminister für Bildung – ab Jänner 2018 auch zuständig für Wissenschaft und Forschung – in der Bundesregierung Kurz I und ab 28. Mai 2019 in der einstweiligen Bundesregierung Löger. Dieses Amt hatte er ab dem 7. Jänner 2020 in der Bundesregierung Kurz II erneut inne und führte es in der Bundesregierung Schallenberg fort. Am 6. Dezember 2021 wurde er bei einer Regierungsumbildung durch Martin Polaschek ersetzt.
Im März 2022 wurde er von den Akademiemitgliedern zum Präsidenten der Österreichischen Akademie der Wissenschaften gewählt. In dieser Funktion folgte er Anfang Juli 2022 Anton Zeilinger nach.
Im Sommer 2023 forderte Faßmann sachbezogene Debatten in der österreichischen Politik. Im Herbst 2023 wurde Rechnungshofkritik an Vergabeverfahren und Verbleib von Millionen von Covid-19-Antigen-Tests publik.

## Leben
Heinz Faßmann verbrachte seine Kindheit in Wien, wo er die Volksschule und das Gymnasium besuchte, und begann 1975 das Studium der Geographie und Wirtschafts- und Sozialgeschichte an der Universität Wien, das er 1980 mit dem Doktorat abschloss. Anschließend, von 1981 bis 1992, war er wissenschaftlicher Angestellter an der Österreichischen Akademie der Wissenschaften (Kommission für Raumforschung; Institut für Demographie). 1991 habilitierte sich Faßmann an der Universität Wien, seine Venia Legendi lautet Humangeographie und Raumforschung.
1996 wurde Faßmann zum C4-Professor für angewandte Geographie II (Geoinformatik) an die Technische Universität München berufen. 2000 wechselte er als Professor für Angewandte Geographie, Raumforschung und Raumordnung an die Universität Wien. 2006 wurde er zum Dekan der Fakultät für Geowissenschaften, Geographie und Astronomie bestellt (bis 2011) und zum Direktor des Instituts für Stadt- und Regionalforschung (ISR) der ÖAW ernannt. Von 2009 bis 2016 war er Mitglied des Sachverständigenrats deutscher Stiftungen für Integration und Migration.
Von 2011 bis 2015 war Faßmann Vizerektor für Personalentwicklung und internationale Beziehungen und von 2015 bis 2017 Vizerektor für Forschung und Internationales an der Universität Wien.
Er war mehrmals als Politikberater und Experte für die österreichische Bundesregierung tätig. Ab 2010 wurde er zum Vorsitzenden des „Expertenrats für Integration“ des Bundesministeriums für Europa, Integration und Äußeres gewählt. Ab 2014 war Faßmann Mitglied des „Migrationsrats für Österreich“ des Bundesministeriums für Inneres, der später in Migrationskommission umbenannt wurde.
Am 18. Dezember 2017 wurde Faßmann als Bundesminister für Bildung und Wissenschaft von Österreich angelobt und war danach Mitglied der Regierung Kurz I. Er ist kein Parteimitglied, wurde aber von der ÖVP für das Ministeramt nominiert.
Aufgrund seiner Angelobung zum Bundesminister für Bildung, Wissenschaft und Forschung legte er sein Amt als Vizerektor, den Vorsitz im Expertenrat und die Mitgliedschaft in der Migrationskommission vorzeitig zurück. Die Funktion als Direktor am Institut für Stadt- und Regionalforschung der ÖAW ist für die Amtszeit als Bundesminister ruhend gestellt.
Seit 2002 ist er ordentliches Mitglied der Academia Europaea. Ende 2023 wurde er in die Expertengruppe zur Ausgestaltung des EU-Forschungsrahmenprogramms ab 2028, dem Nachfolgeprogramm zu Horizont Europa (2021–2027), aufgenommen.

## Privat
Faßmann ist verheiratet und Vater von zwei Kindern. Seit 1994 ist er österreichischer Staatsbürger.

## Auszeichnungen
- Camillo-Sitte-Förderungspreis der Technischen Universität Wien
- Hans-Bobek-Preis der Österreichischen Geographische Gesellschaft
- Schader-Preis  der Schader-Stiftung, Darmstadt
- Bruno-Kreisky-Preis für das politische Buch
- Kardinal Innitzer Würdigungspreis für Gesellschafts-, Kultur- und Sozialwissenschaften
- Großes Goldenes Ehrenzeichen mit dem Stern für Verdienste um die Republik Österreich (2025)[18]

## Werke
- Heinz Fassmann, Michael Bommes, Wiebke Sievers: Migration from the Middle East and North Africa to Europe: Past Developments, Current Status and Future Potentials. Amsterdam University, 2014, ISBN 978-90-8964-650-7.
- Heinz Fassmann, Dieter Segert (Hrsg.): Demokratie in unsicheren Räumen – demokratische Erwartungen, soziale Realität und Migration in Serbien. In: Der Donauraum. Jg. 52/1, Institut für den Donauraum und Mitteleuropa. Böhlau-Verlag, Wien 2012.
- Heinz Fassmann, Julia Dahlvik, Wiebke Sievers (Hrsg.): Migrations- und Integrationsforschung – wissenschaftliche Perspektiven aus Österreich. Ein Reader. (= Migrations- und Integrationsforschung. Band 2). Vienna University Press bei V&R unipress, Göttingen/Wien 2012, ISBN 978-3-89971-920-8.
- Heinz Fassmann, Julia Dahlvik (Hrsg.): Migrations- und Integrationsforschung – multidisziplinäre Perspektiven. Ein Reader. (= Migrations- und Integrationsforschung. Band 1). Vienna University Press bei V&R unipress, Göttingen/Wien 2011, ISBN 978-3-89971-942-0.
- Heinz Fassmann, Herbert Pichler, Christian Reiner, Karin Dobler, Christian Matzka, Heidrun Wurm: Kompass 7/8. Geographie und Wirtschaftskunde für die 11. und 12. Schulstufe. öbv-Verlag, Wien 2009, ISBN 978-3-209-05943-7.
- Heinz Fassmann, Max Haller, David Lane: Migration and Mobility in Europe, Trends, Patterns and Control. Edward Elgar, UK 2009, ISBN 978-1-84844-371-6.
- Heinz Fassmann, Wolfgang Müller-Funk, Heidemarie Uhl (Hrsg.): Kulturen der Differenz. Transformationsprozesse in Zentraleuropa nach 1989. Transdisziplinäre Perspektiven. Vienna University Press, Wien 2009, ISBN 978-3-89971-714-3.
- Heinz Fassmann: Stadtgeographie I. Allgemeine Stadtgeographie. (= Das Geographische Seminar). Westermann-Verlag, Braunschweig 2009, ISBN 978-3-14-160364-4.
- Heinz Fassmann, Ursula Reeger, Wiebke Sievers (Hrsg.): Statistic and Reality. Concepts and Measurements of Migrations in Europe. (= IMISCOE Reports). Amsterdam University Press, Amsterdam 2009, ISBN 978-90-8964-052-9.
- Heinz Fassmann, Gerhard Hatz, Walter Matznetter (Hrsg.): Wien – Städtebauliche Strukturen und gesellschaftliche Entwicklungen. Böhlau-Verlag, Wien 2009, ISBN 978-3-205-78323-7.
- Heinz Fassmann, Gerhard Hatz, Joseph F. Patrouch (Hrsg.): Understanding Vienna. Pathways to the City. Lit-Verlag, Wien 2007, ISBN 978-3-8258-0093-2.
- H. Fassmann, J. Kohlbacher, U. Reeger (Hrsg.): Zuwanderung und Segregation. Europäische Methoden im Vergleich. Drava Verlag, Klagenfurt 2002.
- H. Dachs, H. Fassmann (Hrsg.): Politische Bildung. Grundlagen – Zugänge – Materialien. öbv & hpt, Wien 2002, ISBN 3-209-03795-7.
- Heinz Fassmann: Räumliche Disparitäten im österreichischen Schulsystem. (= ÖROK Schriftreihen. 162). Wien 2002, ISBN 3-85186-070-5.
- H. Fassmann, R. Münz (Hrsg.): Ost-West-Wanderung in Europa. Böhlau, Wien / Köln / Weimar 2000, ISBN 3-205-98725-X.
- H. Fassmann, Helga Matuschek, Elisabeth Menasse (Hrsg.): Abgrenzen, ausgrenzen, aufnehmen. Empirische Befunde zu Fremdenfeindlichkeit und Integration. Drava, Klagenfurt 1999, ISBN 3-85435-316-2.
- Heinz Fassmann, Peter Meusburger: Arbeitsmarktgeographie. Erwerbstätigkeit und Arbeitslosigkeit im räumlichen Kontext. (= Teubner Studienbücher der Geographie). Teubner-Verlag, Stuttgart 1997, ISBN 3-519-03437-9.
- H. Fassmann, R. Münz (Hrsg.): Migration in Europa. Campus Verlag, Frankfurt am Main / New York 1996, ISBN 3-593-35609-0.
- H. Fassmann, R. Münz (Hrsg.): Einwanderungsland Österreich? Historische Migrationsmuster, aktuelle Trends und politische Maßnahmen. Jugend & Volk, Wien 1995, ISBN 3-85191-033-8.
- H. Fassmann, E. Lichtenberger (Hrsg.): Märkte in Bewegung. Metropolen und Regionen in Ostmitteleuropa. Böhlau Verlag, Wien / Köln / Weimar 1995, ISBN 3-205-98212-6.
- H. Fassmann, P. Findl, R. Münz: Die Auswirkungen der internationalen Wanderungen auf Österreich. Szenarien zur regionalen Bevölkerungsentwicklung 1991–2031. (= ÖROK-Schriftenreihe. Nr. 89). Wien 1991.
- H. Fassmann, E. Aufhauser, R. Münz: Kindergärten in Österreich. Angebot – Nachfrage – Defizite. Bundesministerium für Umwelt, Jugend und Familie, Wien 1988